# Bonacinaïta
La bonacinaïta és un mineral de la classe dels fosfats que pertany al grup de la metavariscita. Rep el nom en honor d'Enrico Bonacina (1928–2024), degà de la fotografia micromineral a Itàlia.

## Característiques
La bonacinaïta és un arsenat de fórmula química Sc(AsO₄)(H₂O)₂. Va ser aprovada com a espècie vàlida per l'Associació Mineralògica Internacional l'any 2018, i publicada sis anys més tard, el 2024. Cristal·litza en el sistema monoclínic.
Les mostres que van servir per a determinar l'espècie, el que es coneix com a material tipus, es troben conservades a les col·leccions mineralògiques del Museu del departament de Ciències de la Terra de la Universitat de Milà, amb el número de catàleg: mcmgpg-h2018-001, i al Museu d'Història Natural de Viena (Àustria), amb el número de catàleg: 571.

## Formació i jaciments
Va ser descoberta a la mina Varenche, una antiga mina de manganès on es presenta com a mineral hidrotermal a baixa temperatura associada principalment a quars, braunita, òxids de manganès, arseniopleïta, manganberzeliïta i thortveitita. Aquesta mina, situada a Saint-Barthélemy, al municipi de Nus (Vall d'Aosta, Itàlia), és l'únic indret de tot el planeta on ha estat descrita aquesta espècie mineral.